# Regenbogenschüsselchen

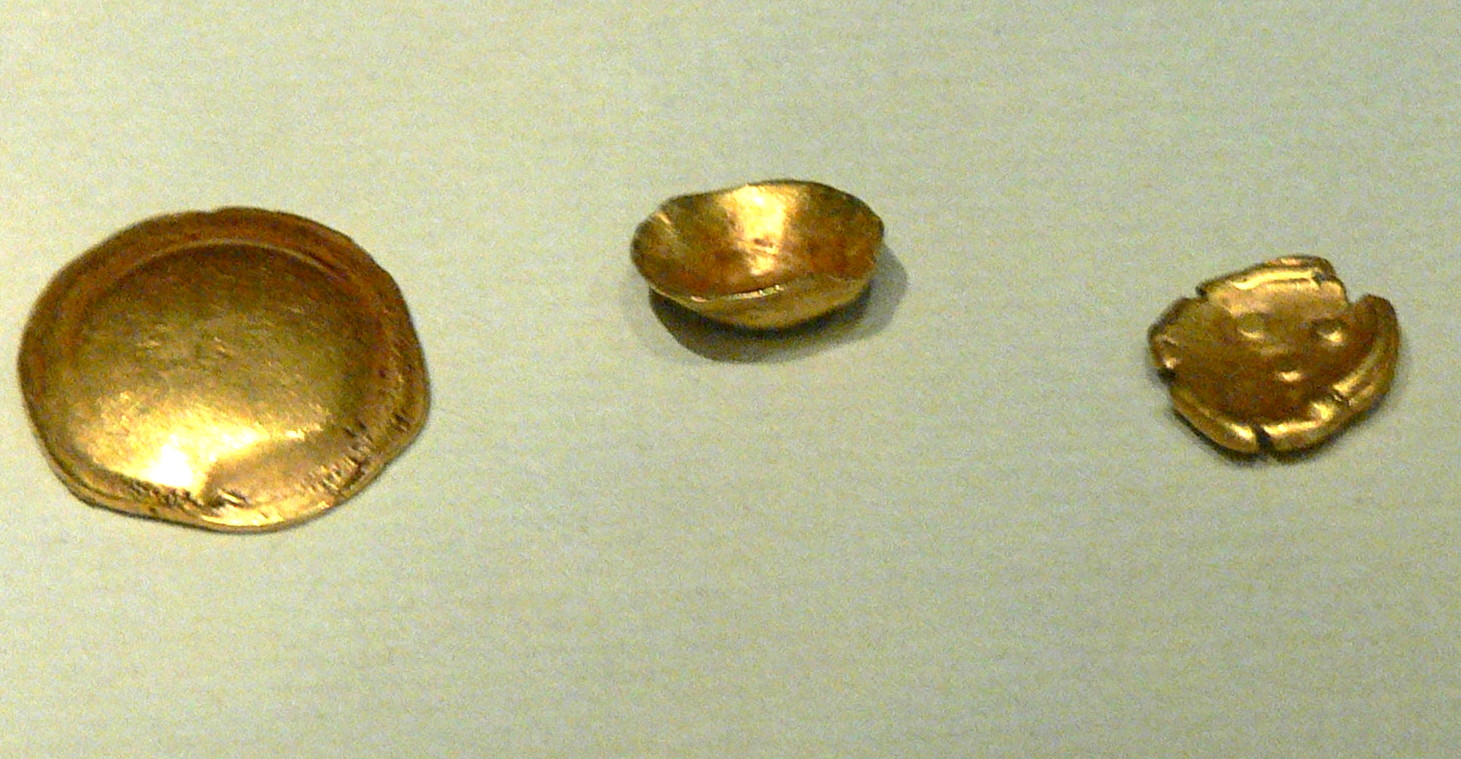
Esemplari dal Deutsches Historisches Museum di Berlino

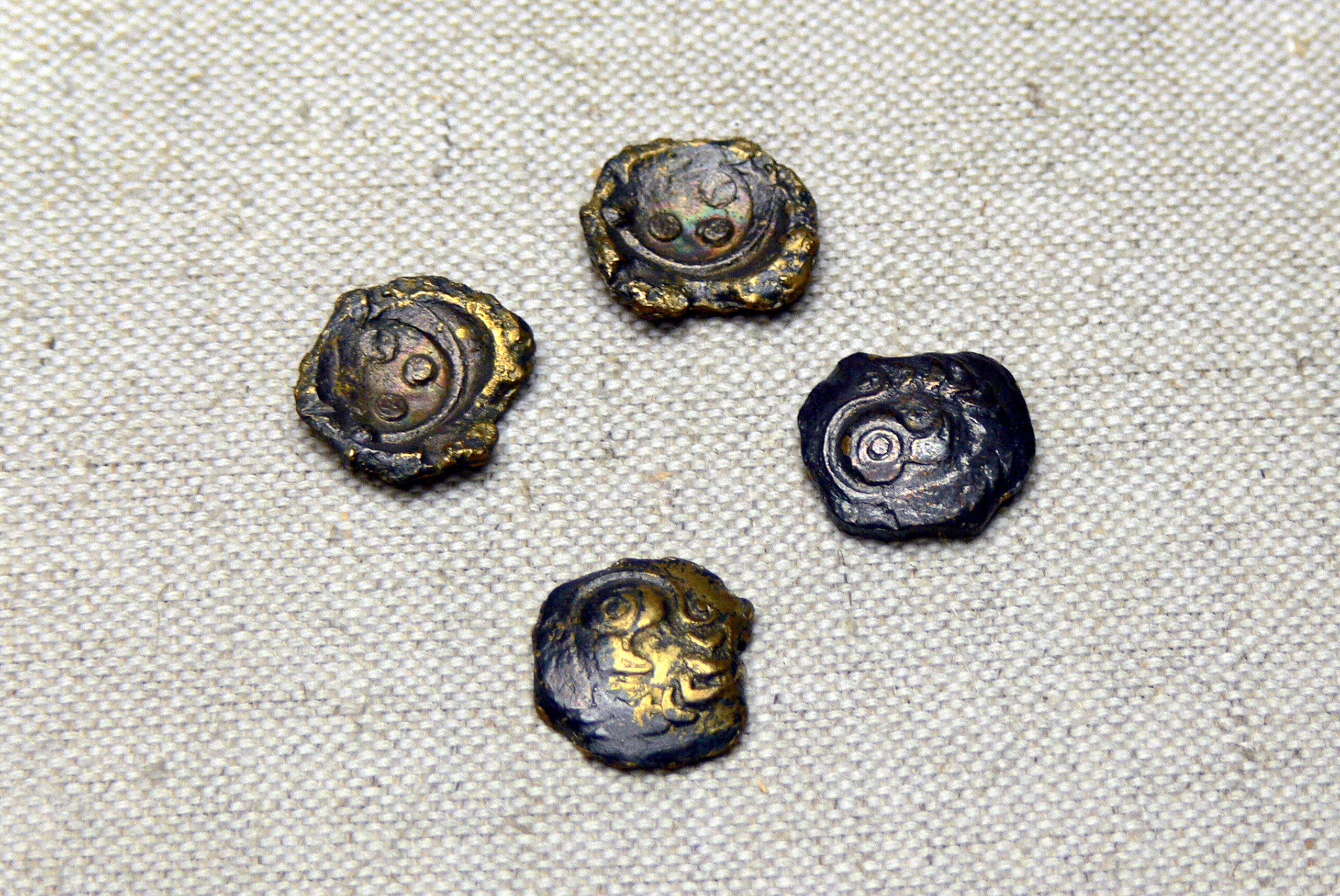
4 esemplari di Regenbogenschüsselchen da Passavia, in Baviera

Regenbogenschüsselchen (variamente tradotto in italiano come coppelle, ciotoline o scodelline dell'arcobaleno), è la denominazione popolare, poi entrata stabilmente nell'uso scientifico, che fu attribuita ad alcuni particolari oggetti d'oro, in apparenza monete, i cui ritrovamenti, attribuibili ai Celti, sono caratteristici di in un vasto territorio che va dall'attuale Ungheria fino all'Austria e alla Germania meridionale.
I ritrovamenti delle coppelle provengono da coniazioni e deposizioni effettuate nel III secolo a.C., probabilmente dalle popolazioni celtiche dei Vindelici e, soprattutto, dei Boi. Numerosi esemplari sono stati trovati negli scavi dell'oppidum di Manching.

## Origine del nome
Il nome deriva da due elementi:
- la particolare concavità di una delle due superfici;
- le singolari circostanze che ne accompagnavano spesso il rinvenimento: molti esemplari riemergevano dalla terra in circostanze quasi magiche, nel XVIII secolo, dopo le devastazioni dovute alla pioggia[2]: dilavate dalle precipitazioni, si mostravano lustre e scintillanti agli occhi attoniti dei contadini della Germania meridionale. Queste circostanze diedero origine alla credenza superstiziosa che esse fossero la creazione dal contatto magico dell'arcobaleno con il terreno.[1] Il nome popolare inizialmente attribuito, è poi divenuto una terminologia correntemente accettata nell'uso scientifico.[1]

## Iconografia

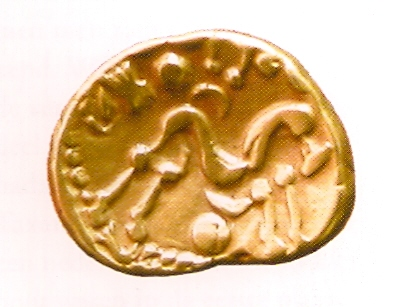
Cavallo stilizzato su una coppella scoperta a Laarbeek nel 1999

Le coppelle dell'arcobaleno riportano iconografie stilizzate da un simbolismo astratto, tipico della sensibilità artistica celtica, con motivi che richiamano allusivamente globi magici o torque dalle estremità nodulari.

## Funzione
Questi particolari esemplari appartengono a coniazioni e deposizioni del III secolo a.C.: le coppelle dell'arcobaleno sono quindi tra le più antiche monete celtiche, precedute soltanto da rare apparizioni
del tardo IV secolo a.C., delle quali, peraltro, non è conosciuta con esattezza l'epoca di inizio.
Nonostante l'apparenza esteriore, non è tuttavia certo che le coppelle, così come le produzioni del secolo precedente, fossero destinate ad un vero uso monetario. L'iconografia, i siti di rinvenimento, e l'associazione ad oggetti dal valore sacrale e votivo, come torque o alberi placcati in oro, lasciano intendere che il loro ritrovamento sia probabilmente da riferire a deposizioni votive e a rituali magici, suggerendone una destinazione cultuale e cerimoniale piuttosto che un uso economico.
Sicuramente si tratta, in entrambi i casi, di produzioni indipendenti dalla circolazione monetaria mediterranea. Fu quest'ultima però, soprattutto quella ellenistica, a partire dal III secolo a.C., dopo le Spedizioni celtiche nei Balcani, ad essere determinante per la vasta diffusione, nella società celtica, di una vera economia basata sullo scambio monetario.